# Åke Sander
Åke Sander, född 1949, är en svensk professor i religionsbeteendevetenskap vid Göteborgs universitet.  
Sander blev filosofie kandidat 1976 och disputerade i praktisk filosofi 1988 på avhandlingen En Tro - En Livsvärld. En fenomenologisk undersökning av religiös erfarenhet, religiöst medvetande och deras roller i livsvärldskonstitutionen. 1992 blev han docent i religionsvetenskap och därefter professor.